# 范坝镇
范坝镇，是中华人民共和国甘肃省陇南市文县下辖的一个乡镇级行政单位。
2016年，甘肃省民政厅批复同意撤销范坝乡，设立范坝镇。

## 行政区划
范坝镇下辖以下地区：
竹元村、河口村、行家村、关子村、渭沟村、陈家村、董家村、银厂村、严家村、王家村、草坝村、枣树村、白皂村、对树村、高桥村、坪上村、店坝村、红林村、正沟村、前山村、交流河村和柏元村。